# Běleč u Lomnice
Běleč (deutsch Bieltsch) ist eine Gemeinde in Tschechien. Sie liegt zehn Kilometer nördlich von Tišnov und gehört zum Okres Brno-venkov.

## Geographie
Běleč befindet sich in der Sýkořská pahorkatina, einer Untereinheit der Nedvědická vrchovina in der Böhmisch-Mährischen Höhe. Das Dorf liegt auf dem Gebiet des Naturparks Svratecká hornatina am Zusammenfluss der Bäche Křeptovský potok und Ochozský potok zum Bělečský potok. Nördlich erheben sich der Míchovec (618 m) und Bukový vrch (699 m), im Nordosten der Sýkoř (701 m), im Süden der Hrušín (574 m), westlich der Vinohrady (539 m). Gegen Südwesten liegt das tief eingeschnittene Tal der Svratka.
Nachbarorte sind Černovice, Brumov und Osiky im Nordosten, Kopaniny und Synalov im Osten, Ochoz u Tišnova im Südosten, Veselí im Süden, Prudká und Doubravník im Südwesten, Sejřek und Mansberk im Westen sowie Křížovice und Křeptov im Nordwesten.

## Geschichte
Die erste schriftliche Erwähnung des dem Kloster Porta Coeli gehörigen Dorfes Běleč erfolgte im Jahre 1447 in einer Beschwerde der Äbtissin Elisabeth IV. beim mährischen Landeshauptmann Heinrich von Leipa, in der sie von Jan von Lomnice eine Entschädigung für die Nutznießung der während der Hussitenkriege angeeigneten Dörfer Běleč, Brumov und Ochoz forderte. Běleč erlosch später wieder. Nach der Schlacht am Weißen Berg erfolgte durch die Herrschaft Lomnitz die Neugründung eines Dorfes am Hegerhaus Běleč. Es wurde der niederen Gerichtsbarkeit des Lomnitzer Richters unterstellt. Bis zur Mitte des 19. Jahrhunderts blieb Běleč immer zu Lomnitz untertänig.
Nach der Aufhebung der Patrimonialherrschaften bildete Bělč/Bieltsch ab 1850 eine Gemeinde im Brünner Bezirk und Gerichtsbezirk Tischnowitz. Seit dem 1. November 1896 gehörte Bělč zur neu gebildeten Bezirkshauptmannschaft Tischnowitz. Zwischen 1912 und 1914 erfolgte unter der Leitung eines italienischen Baumeisters der Bau der Straße von Lomnice über Ochoz und Bělč nach Doubravník. 1921 lebten in Bělč 187 Menschen. Seit 1923 führt die Gemeinde den Namen Běleč. 1926 erfolgte die Regulierung des Bělečský potok. 1931 hatte das Dorf 220 Einwohner. Am 9. Mai 1945 kam es in Běleč zu einem Gefecht zwischen einer Einheit der Wehrmacht und Partisanen. Diese überfielen die sich auf dem Rückzug von Lomnitz befindlichen deutschen Truppen und forderten sie zur Abgabe der Waffen auf. Nach der Eröffnung des Feuers durch die Partisanen, durch das mehrere Wehrmachtsangehörige starben, stoppten die Deutschen ihren Rückzug und gingen zum Gegenangriff über. Drei Häuser des Dorfes, in denen sich die Partisanen versteckten, wurden umzingelt und in Brand gesetzt. Mehrere Bewohner von Běleč wurden erschossen und sämtliche Männer des Ortes auf dem Dorfplatz zur Exekution zusammengetrieben. Die Nachricht vom Anmarsch der Roten Armee auf Ochoz trieb die Deutschen in die Flucht, wobei sie noch einige Geiseln mitnahmen. Zu Gedenken an die ermordeten Einwohner wurde 1946 ein Denkmal errichtet. Im Jahre 1947 hatte das Dorf mehr als 200 Bewohner. 1955 begann der Bau der Straße nach Křeptov. Nach der Auflösung des Okres Tišnov kam Rašov mit Beginn des Jahres 1961 zum Okres Blansko, zugleich wurde Křeptov, das zuvor zu Křížovice gehört hatte, eingemeindet. 1975 wurde der Bělečský potok reguliert. Das Wasser des Křeptovský potok wird seit Beginn der 1980er Jahre in einem Stollen zur Talsperre Vír I eingeleitet. Seit Beginn des Jahres 2007 gehört die Gemeinde zum Okres Brno-venkov.

## Gemeindegliederung
Die Gemeinde Běleč besteht aus den Ortsteilen Běleč (Bieltsch) und Křeptov (Kreptov).

## Sehenswürdigkeiten
- Herz-Jesu-Kapelle in Běleč, sie entstand anstelle eines hölzernen Vorgängerbaus und wurde 1922 geweiht
- Kapelle des hl. Cyrill und Method in Křeptov
- mehrere Kreuze aus Marmor, Holz bzw. Eisenguss
- Denkmäler für die Opfer des Ersten und Zweiten Weltkrieges, errichtet 1938 und 1946
- Naturdenkmal Hrušín, das 19,52 ha große Linden-, Ahorn- und Buchenwaldgebiet südlich des Dorfes zeichnet sich durch seinen reichhaltigen Bestand an Kleinen Schneeglöckchen und Mondviolen aus.
- Naturdenkmal Dobrá studně, auf 13,24 ha am Südwesthang des Sýkoř
- Naturdenkmal Pod Sýkořskou myslivnou, östlich des Dorfes
- Hegerhaus Sýkoř mit Jára-Cimrman-Steig und Büste des Großen Meisters